# Joel López Pissano
Joel Brandon López Pissano (* 6. Januar  1997 in Rosario) ist ein argentinischer Fußballspieler.

## Karriere
Joel López Pissano spielte bis Ende 2017 in der zweiten Mannschaft von Rosario Central. Hier unterschrieb er am 1. Januar 2028 seinen ersten Vertrag. Die erste Mannschaft spielte in der ersten Liga, der Primera División. Von August 2018 bis Anfang Juni 2019 wurde er an den ecuadorianischen Verein Club Sport Emelec ausgeliehen. Mit dem Verein aus der Hafenstadt Guayaquil spielte er 23-mal in der ersten Liga. Von Januar 2021 bis Dezember 2021 spielte er auf Leihbasis bei dem ecuadorianischen Erstligisten Orense SC. Für den Verein aus Machala bestritt er 24 Ligaspiele. Im folgenden Jahr spielte er ebenfalls auf Leihbasis beim peruanischen Erstligisten Atlético Grau. Für den Verein aus Piura bestritt er 58 Ligaspiele. Hierbei erzielte er zehn Treffer. Nach Vertragsende in Rosario war er von Januar 2024 bis Juni 2024 vertrags- und vereinslos. Am 1. Juli 2024 nahm ihn der peruanische Erstligist Sport Boys aus Callao unter Vertrag. Nach zehn Ligaspielen ging er im Februar 2025 nach Bolivien. Hier unterschrieb er einen Vertrag beim Erstligisten Club San José, wo er zehnmal bis Jahresmitte auf dem Spielfeld stand. Im Juli 2025 zog es ihn nach Asien, wo er in Thailand einen Vertrag beim Erstligisten BG Pathum United FC unterschrieb.